# Cumulospora varia
Cumulospora varia är en svampart som beskrevs av Chatmala & Somrith. 2004. Cumulospora varia ingår i släktet Cumulospora, divisionen sporsäcksvampar och riket svampar.   Inga underarter finns listade i Catalogue of Life.